# Miss Antigua y Barbuda
Miss Antigua y Barbuda es un concurso de belleza nacional en Antigua y Barbuda.

## Historia
Miss Antigua y Barbuda se creó en 1957 como la Reina del Carnaval del concurso de belleza. Actualmente, la Comisión de Festivales de Antigua y Barbuda y Calvin Southwell son los organizadores del concurso. Las ganadoras representaban tradicionalmente a la federación insular en los certámenes de Miss Mundo y Miss Universo. Antigua y Barbuda debutó en Miss Universo en 1977 y Miss Mundo en 1986. El concurso fue organizado y promovido por la Comisión de Festivales de Antigua y Barbuda y el Carnaval de Antigua.

## Ganadoras
| Año  | Miss Antigua y Barbuda     |
| ---- | -------------------------- |
| 1957 | Gloria White               |
| 1958 | Genevieve Stamers          |
| 1959 | Joan Abbott                |
| 1960 | Angela Jeffery             |
| 1961 | Rosemary Strife            |
| 1962 | Hyacinth Watt              |
| 1963 | Lucinda Hewlett            |
| 1964 | Irma Pringle               |
| 1965 | Hyacinth Barrow            |
| 1966 | Gloria Abbot               |
| 1967 | Valerie Lake               |
| 1968 | Patsy Isaac                |
| 1969 | Angella Sweeney            |
| 1970 | Carol James                |
| 1971 | Claudia Augustin           |
| 1972 | Cynthia Ryan               |
| 1973 | Pauline George             |
| 1974 | Jazelle Lake               |
| 1975 | Cleopatra Saunders         |
| 1976 | Sheryl Ann Gibbons         |
| 1979 | Elsie Maynard              |
| 1986 | Karen Rhona Eartha Knowles |
| 1988 | Irma-Marie Senhouse        |
| 1991 | Joanne Bird                |
| 2001 | Janil Lydia-Therese Bird   |
| 2002 | Aisha Ralph                |
| 2003 | Kai Davis                  |
| 2004 | Anne-Marie Brown           |
| 2005 | Shermain Sunja Jeremy      |
| 2006 | Shari Janay McEwan         |
| 2007 | Stephanie Winter           |
| 2008 | Athina James               |
| 2015 | Asha Frank                 |
| 2016 | Leanda Ann Norville        |
| 2017 | Ayana Dorsette             |
| 2018 | Titonyah Athill            |
| 2019 | Taqiyyah Francis           |

## Representación internacional

### Miss Universo
: Declarada como ganadora
     : Terminó como finalista
     : Terminó como una de las semifinalistas o cuartofinalistas
     : Terminó como ganadora de premios especiales
| Año                                 | Miss Universo Antigua y Barbuda | Posición en Miss Universo | Premios especiales | Notas                                                                          |
| ----------------------------------- | ------------------------------- | ------------------------- | ------------------ | ------------------------------------------------------------------------------ |
| No compite desde 2017               |                                 |                           |                    |                                                                                |
| 2016                                | Leanda Ann Norville             | No compitió               | No compitió        | No compitió                                                                    |
| No compitió desde entre 2009 y 2015 |                                 |                           |                    |                                                                                |
| 2008                                | Athina James                    | No clasificó              |                    |                                                                                |
| 2007                                | Stephanie Winter                | No clasificó              |                    |                                                                                |
| 2006                                | Shari Janay McEwan              | No clasificó              |                    |                                                                                |
| 2005                                | Shermain Sunja Jeremy           | No clasificó              |                    |                                                                                |
| 2004                                | Anne-Marie Brown                | No clasificó              |                    |                                                                                |
| 2003                                | Kai Davis                       | No clasificó              | - Miss Simpatía    |                                                                                |
| 2002                                | Aisha Ralph                     | No clasificó              |                    |                                                                                |
| 2001                                | Janil Lydia-Therese Bird        | No clasificó              |                    | Concurso de Miss Antigua y Barbuda - Dirección de Calvin Southwell.            |
| Miss Antigua                        |                                 |                           |                    |                                                                                |
| No compitió entre 1980 y 2000       |                                 |                           |                    |                                                                                |
| 1979                                | Elsie Maynard                   | No clasificó              |                    |                                                                                |
| 1978                                | No compitió                     | No compitió               | No compitió        | No compitió                                                                    |
| 1977                                | Sheryl Ann Gibbons              | No clasificó              |                    | Sheryl fue la Reina del Carnaval de 1976 y llevaba la banda de "Miss Antigua". |

### Miss Mundo
: Declarada como ganadora
     : Terminó como finalista
     : Terminó como una de las semifinalistas o cuartofinalistas
     : Terminó como ganadora de premios especiales
| Year                                | Miss Mundo Antigua y Barbuda | Posición en Miss Mundo | Premios Especiales              | Notas                                   |
| ----------------------------------- | ---------------------------- | ---------------------- | ------------------------------- | --------------------------------------- |
| No compite desde 2020               |                              |                        |                                 |                                         |
| 2019                                | Taqiyyah Francis             | Top 40                 | - Miss World Top Model (Top 40) |                                         |
| No compitió entre 2017 y 2018       |                              |                        |                                 |                                         |
| 2016                                | Latisha Greene               | No clasificó           |                                 | Comité de Miss Mundo Antigua y Barbuda. |
| Representantes de Antigua y Barbuda |                              |                        |                                 |                                         |
| No compitió entre 2008 y 2015       |                              |                        |                                 |                                         |
| 2008                                | Athina James                 | No clasificó           |                                 |                                         |
| No compitió entre 2005 y 2007       |                              |                        |                                 |                                         |
| 2004                                | Shermain Sunja Jeremy        | Top 15                 | - Miss World Talent             |                                         |
| 2003                                | Anne-Marie Brown             | No clasificó           |                                 |                                         |
| 2002                                | Zara Razzaq                  | No clasificó           |                                 |                                         |
| 2001                                | Janelle Williams             | No clasificó           |                                 |                                         |
| No compitió entre 1992 y 2000       |                              |                        |                                 |                                         |
| 1991                                | Joanne Bird                  | No clasificó           |                                 |                                         |
| No compitió entre 1987 y 1990       |                              |                        |                                 |                                         |
| 1986                                | Karen Rhona Eartha Knowles   | No clasificó           |                                 |                                         |